# 行政院主計總處
行政院主計總處（簡稱主計總處）是主管中華民國政府歲計、會計、統計工作的中央二級行政機關，以統計資料作為編製施政計畫與預算的依據並為事後的考核，使行政三聯制「設計、執行、考核」三者相互結合，並以主計總處為中心，在全臺所有公務機關設立主計處或主計室。

## 沿革
- 1930年11月25日國民政府公布《國民政府主計處組織法》，1931年4月成立國民政府主計處。
- 1944年1月14日國民政府公布《國民政府主計處設置各機關歲計會計統計人員條例》，會計與統計單位分別設置。
- 1948年5月配合《中華民國憲法》實施，國民政府主計處改組為主計部，主計長由行政院政務委員兼任。
- 1949年3月配合中央精簡組織，主計部改為行政院主計處。1月《地方政府暨所屬機關主計機構及人員設置條例》公布施行，將地方會計與統計單位合併設置，並定名為主計處或主計室。
- 1959年3月28日，總統令公布《行政院主計處組織法》（1973年11月、1983年5月均修正過）。
- 1981年12月28日，總統令公布《主計機構人員設置管理條例》，主計機構及人員之設置管理悉依該條例辦理。
- 2012年2月3日總統令公布《行政院主計總處組織法》，2月6日行政院主計處更名為行政院主計總處。
- 2013年1月1日，《主計機構人員設置管理條例》修正條文施行，全國各級政府行政機關的會計室均更名為主計室。
- 2014年1月22日，國家發展委員會成立，行政院主計總處電子處理資料中心併入該會。
- 2017年2月6日－8月15日，全國各縣市政府均依《105年工業及服務業普查各級普查組織設置要點》設立「〇〇〇工業及服務業普查處」（〇〇〇為縣市名），受行政院主計總處指揮監督，辦理各縣市轄區之工業及服務業普查業務。[1]

## 歷任首長
| 任別                  | 姓名                  | 政黨                  | 就職時間              | 卸任時間              |
| 國民政府主計處 主計長 | 國民政府主計處 主計長 | 國民政府主計處 主計長 | 國民政府主計處 主計長 | 國民政府主計處 主計長 |
| --------------------- | --------------------- | --------------------- | --------------------- | --------------------- |
| 1                     | 陳其采 (1880–1954)    |                       | 1931年4月             | 1946年10月            |
| 2                     | 徐堪 (1888–1969)      |                       | 1946年10月            | 1948年5月             |
| 主計部 主計長         |                       |                       |                       |                       |
| 1                     | 徐堪                  |                       | 1948年5月             | 1948年11月            |
| 2                     | 龐松舟 (1887–1990)    |                       | 1948年11月            | 1949年3月             |
| 行政院主計處 主計長   |                       |                       |                       |                       |
| 1                     | 龐松舟                |                       | 1949年3月             | 1949年12月            |
| 2                     | 王燿                  |                       | 1949年12月            | 1950年3月             |
| 3                     | 陳良 (1896–1994)      |                       | 1950年3月             | 1950年8月             |
| 4                     | 龐松舟                |                       | 1950年8月             | 1958年7月             |
| 5                     | 陳慶瑜 (1899–1981)    |                       | 1958年7月             | 1963年3月             |
| 6                     | 張導民 (1910–2001)    |                       | 1963年3月             | 1969年1月             |
| 7                     | 周宏濤 (1916–2004)    |                       | 1969年1月             | 1978年6月             |
| 8                     | 鍾時益 (1914–2008)    |                       | 1978年6月             | 1987年1月11日         |
| 9                     | 建民 (?–2023)         |                       | 1987年1月12日         | 1993年2月26日         |
| 10                    | 汪錕 (1923–2008)      |                       | 1993年2月27日         | 1996年6月9日          |
| 11                    | 韋端 (1949–)          |                       | 1996年6月10日         | 2000年5月19日         |
| 12                    | 林全 (1951–)          |                       | 2000年5月20日         | 2002年12月1日         |
| 13                    | 劉三錡 (1947–)        |                       | 2002年12月2日         | 2004年5月19日         |
| 14                    | 許璋瑤 (1951–)        |                       | 2004年5月20日         | 2008年5月19日         |
| 15                    | 石素梅 (1952–)        |                       | 2008年5月20日         | 2012年2月5日          |
| 行政院主計總處 主計長 |                       |                       |                       |                       |
| 1                     | 石素梅                |                       | 2012年2月6日          | 2016年5月19日         |
| 2                     | 朱澤民                |                       | 2016年5月20日         | 2024年5月19日         |
| 3                     | 陳淑姿                |                       | 2024年5月20日         | 現任                  |

## 組織
- 主計長
  - 副主計長（共2人，政務、常務各1人）
  - 主管會議（最高決策單位，由主計長、副主計長、主任秘書及主計官組成）

業務單位
- 綜合規劃處
- 公務預算處
- 基金預算處
- 會計決算處
- 綜合統計處
- 國勢普查處
- 主計資訊處

幕僚單位
- 秘書室
- 人事處
- 政風室
- 主計室

任務編組
- 主計人員訓練中心（常設性）
- 法規會（常設性）
- 國民所得統計評審會（常設性）

## 外部連結
- 行政院主計總處 （页面存档备份，存于）（繁體中文）（英文）
- YouTube上的行政院主計總處頻道